# Teresa de Robles
Teresa de Robles  (c 1650–Madrid, 18 de noviembre de 1727) fue una actriz, música y autora (o empresaria teatral) que desarrolló su carrera teatral en España en el último cuarto del siglo XVII y el inicio del siglo XVIII.

## Trayectoria
Su familia pertenecía al mundo del teatro. Su madre era Ana de Escamilla (hijastra del actor y director de compañía Antonio de Escamilla) y su padre Juan Ruiz Robles. Su tía, Manuela Escamilla, fue también una célebre actriz.
Vivió algún tiempo en Valencia. Trabajó en la compañía de su esposo, Rosendo López Estrada, de familia noble. Él dejó el teatro para ser corregidor en un pueblo de Galicia, llevándose a su esposa con él. Sin embargo, debido a su mala conducta y falta de juicio, perdió el cargo y regresaron al teatro. Ella se especializó en interpretar el papel de alcalde en las mojigangas de Carnaval, de lo que se tiene noticia ya en 1668. En 1675 figura en la compañía de su abuelo. Con su esposo fueron habitualmente llamados a Madrid para representar los autos del Corpus Christi, algo que hicieron durante más de treinta años.
Una relación de gastos, fechada el 12 de abril de 1680 en Madrid, detalla los costos de las representaciones de Hado y divisa de Leonido y Marfisa de Calderón de la Barca, llevadas a cabo por las compañías de Manuel Vallejo y José de Prado en el Coliseo del Buen Retiro del 3 al 5 de marzo, en celebración de la boda de Carlos II. Entre los gastos figuran materiales para el vestuario de Teresa de Robles, quien interpretó el papel de Azucena, incluyendo raso y encaje para su vestido. En 1693 entró a formar parte de la compañía de Agustín Manuel de Castilla para representar terceras damas sustituyendo a Josefa de Salazar.
En 1700 se hizo cargo de una compañía teatral, de la que era actriz cuando el director, Carlos Vallejo, no pudo soportar las deudas económicas. Al morir Carlos II en noviembre de ese año, se suspendieron las representaciones teatrales lo que supuso una quiebra económica. Junto a Juan de Cárdenas, director también de otra compañía teatral al servicio del Rey, presentaron una petición en Madrid solicitando compensación. Explicaban que, por órdenes previas, habían ensayado la fiesta de Santa Ana en tres ocasiones sin llegar a representarla, lo que les causó pérdidas. También mencionaron que, además de esta fiesta fallida, tenían otras dos obras preparadas para las festividades de San Juan y San Pedro, pero solo recibieron 200 ducados. La compañía de Teresa de Robles contaba con varios actores que desempeñaban distintos roles en sus producciones. Ese año, Robles se encargó de una parte de la celebración del Corpus en Madrid y el 21 de julio, junto a Cárdenas, representaron Siempre hay que envidiar amando de Antonio de Zamora en el Alcázar.
Su marido murió en 1702,aunque ya estaban divorciados. Ese mismo año debido a sus  deudas con el Ayuntamiento, la actriz se vio obligada a renunciar a sus responsabilidades como autora y pasó a ser tercera dama en la compañía, ahora dirigida por Gregorio Antonio, quien también quebró al año siguiente. En 1703, la situación de la actriz empeoró, y tras asegurar parte de sus bienes, abandonó Madrid. Cuando las autoridades llegaron para embargar su propiedad, no encontraron ni a la actriz ni sus pertenencias. Sus criadas declararon que ella les había dejado dinero para mantenerse mientras se ausentaba, mencionando que planeaba cumplir una promesa hecha a San Pedro de Alcántara. En 1706 se le condonó la deuda. Se retiró de la escena un año después. En 1726 recibía dos reales diarios por sus servicios a la Villa de Madrid.
Murió en Madrid el 18 de noviembre de 1727 en su casa de la calle Huertas, siendo enterrada en la parroquia de San Sebastián.
Teresa de Robles es una de las 96 actrices que en algún momento de su carrera en el período comprendido entre finales del siglo XVI y finales del siglo XVII fueron autoras de comedias, es decir, dirigieron o compartieron la dirección de una compañía teatral en calidad de empresarias.